# Rui Duarte de Barros
|  | Dieser Artikel wurde auf den Seiten der Qualitätssicherung des Projektes Politiker eingetragen. Hilf mit, ihn zu verbessern, und beteilige dich an der Diskussion! |

Rui Duarte de Barros (* 1960) ist ein guinea-bissauischer Ökonom und Politiker.
Duarte de Barros war 2002 Finanzminister und arbeitete danach bei der Westafrikanischen Wirtschafts- und Währungsunion. Am 16. Mai 2012 wurde er übergangsweise zum Ministerpräsidenten von Guinea-Bissau ernannt. Am 4. Juli 2014 folgte ihm der PAICG-Vorsitzende Domingos Simões Pereira als Regierungschef. Am 20. Dezember 2023 wurde er erneut Regierungschef.